# Ipava
Ipava est un village du comté de Fulton dans l'Illinois, aux États-Unis,. Situé au sud du comté de Fulton, il est incorporé le 23 août 1872.

## Démographie
Lors du recensement de 2010, le village comptait une population de 470 habitants. Elle est estimée, en 2016, à 440 habitants.

## Source de la traduction
- (en) Cet article est partiellement ou en totalité issu de l’article de Wikipédia en anglais intitulé « Ipava, Illinois » (voir la liste des auteurs).